# Smolnik-Jurków
Smolnik-Jurków est une localité polonaise de la gmina de Leśna, située dans le powiat de Lubań en voïvodie de Basse-Silésie.